# Sílvio Guterres Dutra
Sílvio Guterres Dutra (ur. 6 czerwca 1966 w Encruzilhada do Sul) – brazylijski duchowny katolicki, biskup Vacaria od 2018.

## Życiorys
18 grudnia 1993 otrzymał święcenia kapłańskie i został inkardynowany do archidiecezji Porto Alegre. Przez kilkanaście lat pracował jako duszpasterz parafialny. W 2012 objął funkcję wicerektora seminarium w Viamão, a rok później został jego rektorem.
9 maja 2018 papież Franciszek mianował go biskupem diecezji Vacaria. Sakry udzielił mu 22 lipca 2018 metropolita Porto Alegre – arcybiskup Jaime Spengler.